# Elspeet
Elspeet est un village situé dans la commune néerlandaise de Nunspeet, dans la province de Gueldre. Le 1er janvier 2005, le village comptait 4 417 habitants.

## Environnement

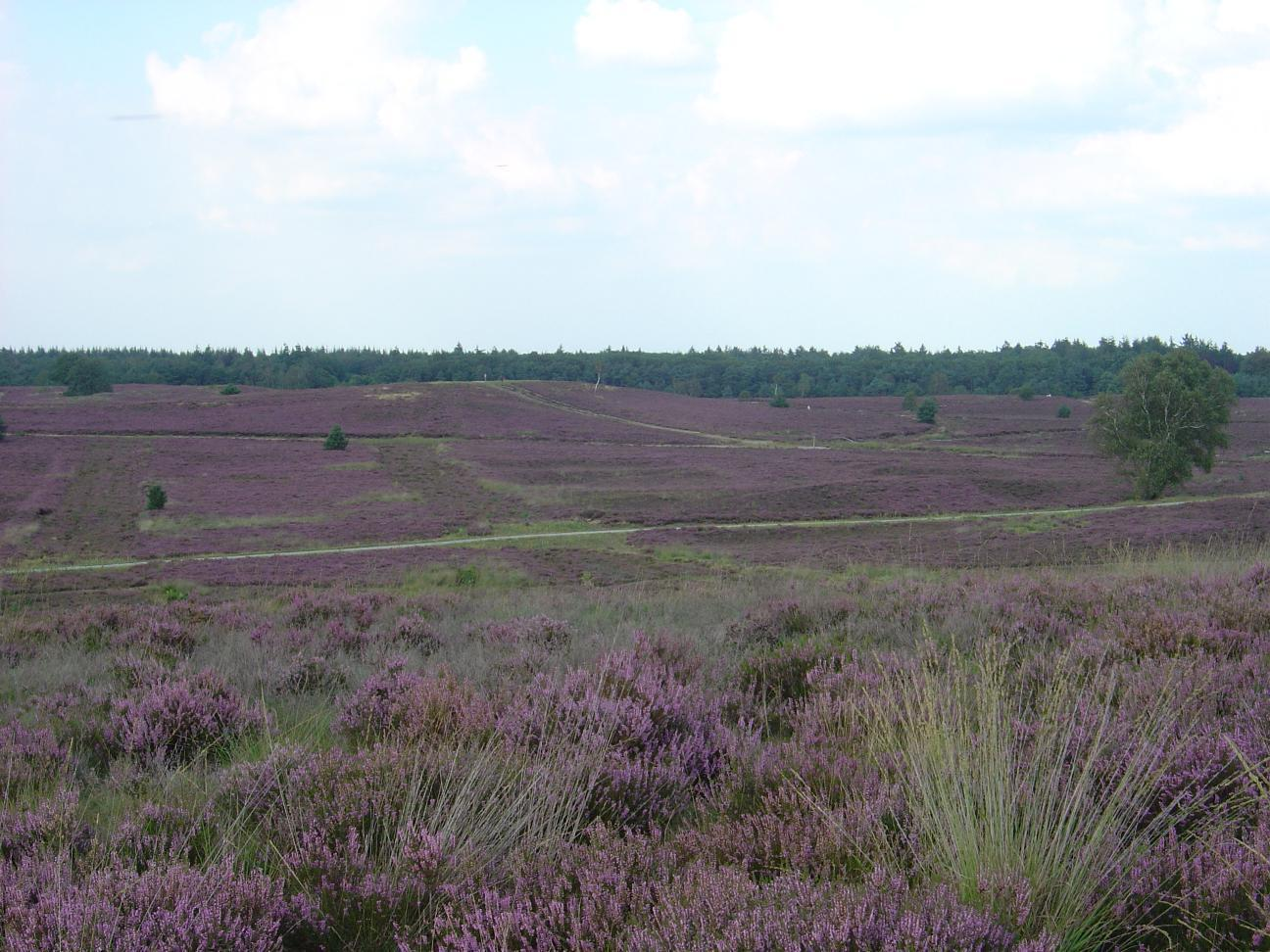
La commune abrite des milieux de landes acides sèches tout à fait remarquables, habitat de nombreuses espèces devenues rares et menacées